# NGC 6921
NGC 6921 (również PGC 64768 lub UGC 11570) – galaktyka spiralna (S0-a), znajdująca się w gwiazdozbiorze Liska. Odkrył ją 6 września 1863 roku Albert Marth. Należy do galaktyk Seyferta typu 2.